# Bunkamura

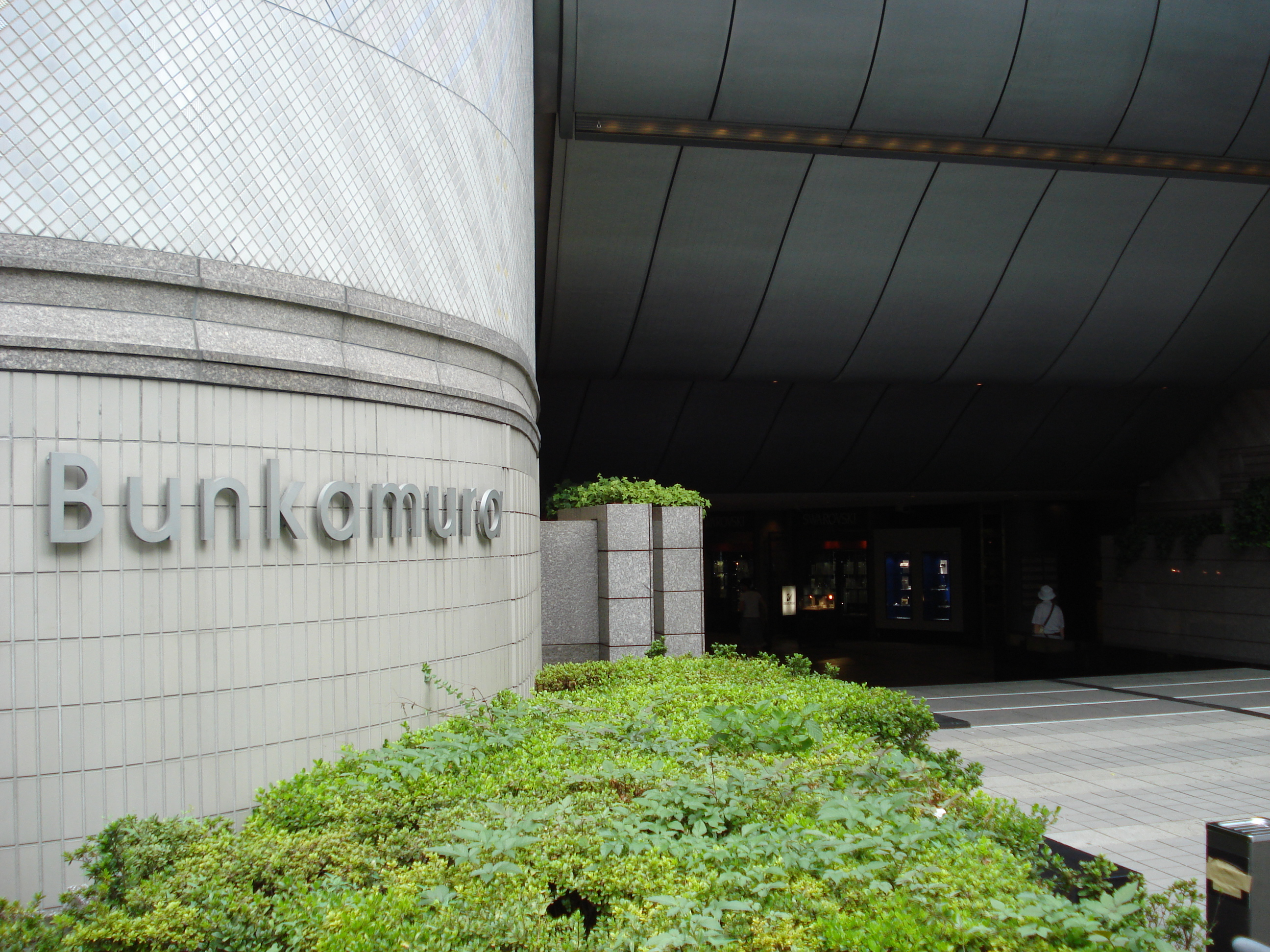
Le Bunkamura

Le Bunkamura est un complexe culturel comprenant, entre autres, une salle de concert, un théâtre, un musée et un cinéma, situé à Shibuya, Tokyo, Japon, et géré par le Tokyu Group (en).

## Installations
Les quatre principaux sites sont :
- Orchard Hall : 2,150 places
- Théâtre Cocoon  : 747 places
- Le Musée - expositions temporaires
- Le Cinéma

## Source
- (en) Cet article est partiellement ou en totalité issu de l’article de Wikipédia en anglais intitulé « Bunkamura » (voir la liste des auteurs).